# The Flame's Daughter
A Filha do Fogo (chinês: 烈火如歌, pinyin: Lièhuǒ rú gē), também conhecido como The Flame’s Daughter, é um drama chinês de 2018, baseado no livro homônimo de Ming Xiaoxi. A série é estrelada por Dilraba Dilmurat, Vic Chou, Vin Zhang e Liu Ruilin. O programa estreou no Youku em 1 de março de 2018,  sendo transmitida para o Brasil pelo streaming Viki.

## Elenco

### Protagonistas
| Ator             | Papel                        | Introdução                                                       |
| ---------------- | ---------------------------- | ---------------------------------------------------------------- |
| Dilraba Dilmurat | Lie Ruge                     | Herdeira do Pavilhão Liehuo                                      |
| Vic Chou         | Yin Xue                      | Altamente habilidoso em artes marciais, um indivíduo misterioso. |
| Vin Zhang        | Zhan Feng                    | Discípulo mais velho do Pavilhão Liehuo.                         |
| Liu Ruilin       | Yu Zihan / Príncipe Jingyuan | Sétimo príncipe.                                                 |

### Coadjuvantes

#### Pavilhão Liehou e associados
| Ator           | Papel         | Introdução                                                            |
| -------------- | ------------- | --------------------------------------------------------------------- |
| Xiao Rongsheng | Lie Mingjing  | Chefe do Pavilhão Liehuo                                              |
| Chen Yelin     | Ji Jinglei    |                                                                       |
| Fan Yining     | Yi Lang       |                                                                       |
| Jin Po Han     | Yingyi        |                                                                       |
| James Li       | Zhongli Wulei |                                                                       |
| Chen Kao       | Murong Yizhao |                                                                       |
| Chen Ye        |               | Chefe do Corredor Ling que frequentemente está em conflito com Murong |
| Yuan Yuxuan    | Die Yi        |                                                                       |
| Fang Xieyue    | Madame Huang  |                                                                       |

#### Palácio Anhe
| Ator             | Papel                 | Introdução                                                        |
| ---------------- | --------------------- | ----------------------------------------------------------------- |
| Leon Lai Yi      | An Ye Luo             | Dono do Palácio Anhe, An Ye Luo é um homem habilidoso e poderoso. |
| Gong Beibi       | An Ye Jue / Yan Niang |                                                                   |
| Dilraba Dilmurat | An Ye Ming            |                                                                   |

#### Cidade de Wu Dao
| Ator     | Papel        | Introdução                              |
| -------- | ------------ | --------------------------------------- |
| Qi Hang  | Dao Wuxia    | Jovem mestre sênior da cidade de Wu Dao |
| Gao Yang | Dao Wuhen    |                                         |
| Dai Si   | Dao Liexiang |                                         |

#### Seita Pili
| Ator        | Papel        | Introdução          |
| ----------- | ------------ | ------------------- |
| Chen Xuming | Lei Hentian  | Chefe da Seita Pili |
| Zhang He    | Lei Jinghong |                     |
| Ma Deya     | Xunyi        |                     |

#### Bordel Pin Hua
| Ator           | Papel       | Introdução                  |
| -------------- | ----------- | --------------------------- |
| Ge Shimin      | Bi’er       | Uma dama do Bordel Pin Hua. |
| He Suo         | Youqin Hong |                             |
| Wan Meixi      | Mãe Hua     |                             |
| Wu Peirou      | Feng Xixi   |                             |
| Long Zhengxuan | Feng Huang  |                             |
| Luo Siwei      | Xiang'er    |                             |

#### Corte
| Ator         | Papel                 | Introdução            |
| ------------ | --------------------- | --------------------- |
| Shao Feng    | Imperador             |                       |
| Li Guangxu   | Príncipe Jingyang     |                       |
| Wang Renjun  | Príncipe Jingxian     |                       |
| Fang Gongmin | Primeiro Ministro Liu |                       |
| Yan Jingjie  | Xuan Huang            | Segurança de Yu Zihan |
| Sun Xiaolun  | Huang Zong            | Segurança de Yu Zihan |
| Qiu Bo       | Chi Zhang             |                       |

#### Outros personagens
| Ator        | Papel                  | Introdução                                                                            |
| ----------- | ---------------------- | ------------------------------------------------------------------------------------- |
| Wang Lu     | Zhan Feitian           | Um guerreiro errante que era irmão jurado de Lie Mingjing. Pai biológico de Lie Ruge. |
| Wang Gang   | Xie Houyou             |                                                                                       |
| Wu Tong     | Cao Renqiu             | Discípulo de Xie Houyou.                                                              |
| Shiyue Anxi | Xie Xiaofeng           | Filho de Cao Renqiu.                                                                  |
| Xu Min      | Grande Mestre Piaomiao | Mestre de Yin Xue.                                                                    |
| Zhou Qi     |                        | Irmão mais velho de Yin Xue.                                                          |

## Produção
A série é produzida pela mesma equipe por trás do drama de sucesso de 2017, Amor Eterno, tendo como produtor Gao Shen, Zhang Shuping como diretor de criação e Chen Haozhong como diretor artístico.  O diretor Liang Shengquan é conhecido por seus trabalhos em A Lenda da Espada Antiga  e Os Nove Místicos, enquanto o roteiro é de Mobao Feibao, que anteriormente trabalhou nas adaptações de sucesso como Coração Escarlate e My Sunshine. A equipe ainda conta com os figurinos de Ru Meiqi e direção de maquiagem de Su Yongzhi, que trabalhou anteriormente em Nirvana in Fire e All Quiet in Peking.
As filmagens da série começaram em 30 de março de 2017 em Xiangshan Movie & Television Town e terminaram em 26 de julho de 2017.

## Prêmios e Indicações
| Prêmio                                                 | Categoria                    | Trabalho Indicado | Resultado | Ref.   |
| ------------------------------------------------------ | ---------------------------- | ----------------- | --------- | ------ |
| 24º Prêmio Huading                                     | Melhor Ator (Drama de Época) | Vic Chou          | Indicado  | [ 12 ] |
| Prêmio por Influência de Responsabilidade Recreacional | Drama para Web Drama do Ano  |                   | Venceu    | [ 13 ] |